# Estádio Lourival Gomes de Almeida
Estádio Lourival Gomes de Almeida, também conhecido como Lourivaldão, é um estádio de futebol localizado no distrito de Sampaio Corrêa, em Saquarema, no estado do Rio de Janeiro, Brasil. É a sede da equipe do Sampaio Corrêa Futebol e Esporte.

## História
O estádio foi inaugurado em 2010, embora somente tenha recebido público em 2013 após aprovação do Corpo de Bombeiros.
Em janeiro de 2016, iniciou-se uma primeira ampliação para adequação a exigências de segurança, com construção de arquibancada para visitantes, banheiros e bares, elevando a capacidade para cerca de 3 500 espectadores.
Em janeiro de 2025, o estádio passou por nova reforma, com ampliação da arquibancada visitante, construção de nova seção e instalação de refletores (quatro postes com 30 refletores cada), aumentando a capacidade liberada para 4 284 pessoas.

## Estrutura
O gramado é natural e de excelente qualidade. O complexo inclui também o Centro de Treinamento "Ninho do Galo", com dois campos oficiais, alojamento e departamento médico.
Durante as obras de 2025, foram instalados quatro postes de iluminação com 30 pontos cada, além de novo departamento médico e academia.

## Nome
O nome homenageia o empresário e político Lourival Gomes de Almeida, fundador e presidente de honra do Sampaio Corrêa, nascido em Rio Bonito em 22 de julho de 1955.

## Capacidade
Segundo dados da FERJ e das reformas, a capacidade atual é de 4 284 pessoas, embora o Corpo de Bombeiros tenha liberado 1 800 no passado.